# روبرت دورسي واتكينز
روبرت دورسي واتكينز (بالإنجليزية: Robert Dorsey Watkins)‏ هو محامي وقاضي أمريكي، ولد في 23 سبتمبر 1900 في بالتيمور في الولايات المتحدة، وتوفي في 19 مارس 1986.